# Daniel Godson
Daniel Godson – polski piosenkarz.

## Życiorys
Jest synem polsko-nigeryjskiego polityka i duchownego ewangelikalnego Johna Godsona.
Rozpoznawalność zyskał, publikując covery w serwisie TikTok. W 2023 wystąpił na festiwalu Great September w Łodzi. W 2024 rozpoczął współpracę z wytwórnią Def Jam Recordings Poland i został wyróżniony jako odkrycie roku w ramach programu Spotify Radar. 12 czerwca 2025 za wykonanie piosenki „Jest jak jest” zdobył Nagrodę im. Anny Jantar w konkursie Debiutów podczas 62. Krajowego Festiwalu Piosenki Polskiej w Opolu.

## Dyskografia

### Minialbumy
| Rok  | Tytuł                                                 | Informacje dot. albumu                                                                   |
| ---- | ----------------------------------------------------- | ---------------------------------------------------------------------------------------- |
| 2025 | Def Jam World Tour: London (z Fukajem i Vito Bambino) | - Data premiery: 6 marca 2025 - Wytwórnia: Def Jam - Format: digital download, streaming |

### Single
| Rok                                                      | Tytuł                                   | Najwyższa pozycja na liście | Najwyższa pozycja na liście | Najwyższa pozycja na liście | Najwyższa pozycja na liście | Najwyższa pozycja na liście | Najwyższa pozycja na liście | Najwyższa pozycja na liście | Album                      |
| Rok                                                      | Tytuł                                   | Airplay                     | Airplay                     | Airplay                     | Airplay                     | Airplay                     | Airplay                     | Airplay                     | Album                      |
| Rok                                                      | Tytuł                                   | POL                         | POL                         | POL                         | POL                         | POL                         | POL                         | US                          | Album                      |
| Rok                                                      | Tytuł                                   | Radio Eska                  | Radio Afera                 | RFM Maxx                    | PR1                         | PR3                         | PR4                         | Polski FM                   | Album                      |
| -------------------------------------------------------- | --------------------------------------- | --------------------------- | --------------------------- | --------------------------- | --------------------------- | --------------------------- | --------------------------- | --------------------------- | -------------------------- |
| 2022                                                     | „Pora Wstawać”                          | –                           | –                           | –                           | –                           | –                           | –                           | –                           | –                          |
| 2022                                                     | „Dasz mi chwilę?”                       | –                           | –                           | –                           | –                           | –                           | –                           | –                           | –                          |
| 2022                                                     | „Tętno”                                 | –                           | –                           | –                           | –                           | –                           | –                           | –                           | –                          |
| 2022                                                     | „Zaraz Wracam”                          | –                           | –                           | –                           | –                           | –                           | –                           | –                           | –                          |
| 2022                                                     | „Na Zawsze”                             | –                           | –                           | –                           | –                           | –                           | –                           | –                           | –                          |
| 2023                                                     | „Nie Wróci”                             | –                           | –                           | –                           | –                           | –                           | –                           | –                           | –                          |
| 2023                                                     | „Czas Na Nas”                           | –                           | –                           | –                           | –                           | –                           | –                           | –                           | –                          |
| 2023                                                     | „Na Fali”                               | –                           | –                           | –                           | –                           | –                           | –                           | –                           | –                          |
| 2023                                                     | „Czuję, Więc Jestem?”                   | –                           | –                           | –                           | –                           | 83                          | –                           | –                           | –                          |
| 2024                                                     | „Safe zone”                             | –                           | –                           | –                           | –                           | 46                          | –                           | –                           | –                          |
| 2024                                                     | „Taki sam”                              | –                           | –                           | 118                         | –                           | –                           | –                           | –                           | –                          |
| 2024                                                     | „Day off”                               | –                           | –                           | –                           | –                           | 108                         | –                           | –                           | –                          |
| 2024                                                     | „Upadki i wzloty”                       | –                           | –                           | –                           | –                           | –                           | –                           | 104                         | –                          |
| 2024                                                     | „Wschód”                                | –                           | 4                           | –                           | 68                          | –                           | 5                           | –                           | –                          |
| 2024                                                     | „Znak”                                  | –                           | –                           | –                           | –                           | –                           | –                           | –                           | –                          |
| 2024                                                     | „Boomerang”                             | –                           | –                           | –                           | –                           | –                           | 92                          | –                           | –                          |
| 2025                                                     | „I'm in love”                           | –                           | 1                           | –                           | 53                          | –                           | –                           | –                           | –                          |
| 2025                                                     | „Zawsze”                                | 88                          | –                           | –                           | –                           | –                           | 107                         | 102                         | Def Jam World Tour: London |
| 2025                                                     | „Pomiędzy” (z Vito Bambino i Moo Latte) | –                           | –                           | 101                         | 48                          | –                           | 33                          | –                           | Def Jam World Tour: London |
| 2025                                                     | „Jest jak Jest”                         | –                           | 5                           | –                           | 47                          | –                           | –                           | 60                          | –                          |
| 2025                                                     | „Na chwilę”                             | –                           | –                           | –                           | –                           | 84                          | 39                          | 135                         | –                          |
| „–” oznacza, że singel nie był notowany na danej liście. |                                         |                             |                             |                             |                             |                             |                             |                             |                            |

### Teledyski
| Tytuł             | Rok  | Reżyseria                       | Źródło |
| ----------------- | ---- | ------------------------------- | ------ |
| „Dasz mi chwilę?” | 2021 | Dawid Meller                    | [ 7 ]  |
| „Bomerang”        | 2024 | Dawid Sawicki, Daniel Godson    | [ 8 ]  |
| „I'm in love”     | 2025 | Bartosz Kochanek, Patryk Glinka | [ 9 ]  |
| „Zawsze”          | 2025 | Hien Dinh                       | [ 10 ] |
| „Jest jak jest”   | 2025 | Kacper Kiniorski                | [ 11 ] |
| „Na chwilę”       | 2025 | Kacper Kiniorski                | [ 12 ] |